# (5443) Encrenaz
(5443) Encrenaz es un asteroide perteneciente al cinturón de asteroides descubierto el 14 de julio de 1991 por Henry E. Holt desde el Observatorio del Monte Palomar, Estados Unidos.

## Designación y nombre
Designado provisionalmente como 1991 NX1. Fue nombrado Encrenaz en honor de Thérèse Encrenaz, directora del Departamento de Investigación del Espacio en el Observatorio de París. Experta en atmósferas planetarias, en particular el estudio de la composición química de las atmósferas planetarias y cometarias, principalmente mediante espectroscopia infrarroja y milimétrica. Sus principales logros incluyen la determinación de los índices de abundancia en los planetas gigantes, la detección de varias especies menores planetarias y la detección de moléculas progenitoras en el cometa 1P / Halley. Fue coinvestigadora en varias misiones espaciales, y es Científica de la Misión en la misión ISO.

## Características orbitales
Encrenaz está situado a una distancia media del Sol de 2,471 ua, pudiendo alejarse hasta 2,739 ua y acercarse hasta 2,202 ua. Su excentricidad es 0,108 y la inclinación orbital 10,73 grados. Emplea 1418,98 días en completar una órbita alrededor del Sol.

## Características físicas
La magnitud absoluta de Encrenaz es 13,3. Tiene 10,964 km de diámetro y su albedo se estima en 0,071. 